# Каменка (Поворинский район)
Каменка — село в Поворинском районе Воронежской области.
Входит в состав Байчуровского сельского поселения.

## География

### Улицы
- пер. Народный
- ул. Народная
- ул. Советская

## Население
| 2010 |
| ---- |
| 397  |